# 주오 구조선

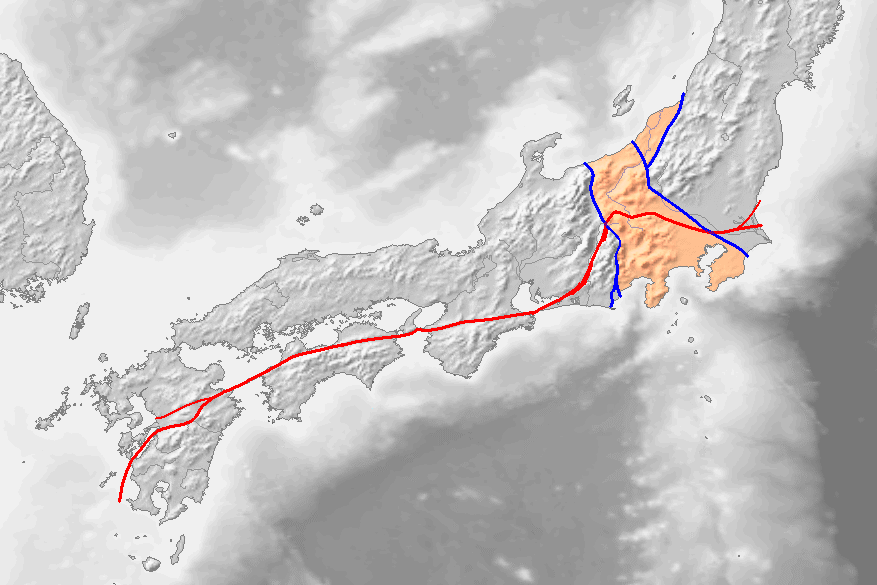
붉은선이 주오 구조선을 나타낸다

주오 구조선(일본어: 中央構造線 주오코조센[*], 영어: Median Tectonic Line MTL[*]) 또는 중앙 구조선은 일본에서 가장 긴 단층선이다. 이 선은 지도의 좌측 청색선인 이토이가와-시즈오카 구조선과 분홍색으로 색칠된 포사 마그나까지 연결된다.

## 연장
주오 구조선은 이바라키현 주변에서 시작되어 혼슈 중앙과 나고야 주변을 통과하고 미카와 만을 거쳐 기이 수도, 나루토 해협으로부터 시코쿠의 사다미사키반도까지 세토 내해를 통과해 규슈의 분고 수도와 호요 해협까지 이어진다.

## 참고 자료
- (일본어) 『中央構造線』  - 고트뱅크